# Speikbodenhütte
Die Speikbodenhütte ist eine private Schutzhütte in der Lasörlinggruppe. Sie liegt etwa 1,5 Stunden Gehzeit nordwestlich von St. Veit in Defereggen in Osttirol und befindet sich auf einer Höhe von 2050 m ü. A.

## Geschichte
Im Jahr 1982 begann die Familie Leo Stemberger mit der Errichtung. Die Hütte wurde im Jahr 1984 eröffnet. Im Jahr 2001 erfolgte der Zubau für Übernachtungen. Außerdem wurde ein Wasserkraftwerk für die Energieversorgung der Hütte errichtet. Die Hütte wurde in den letzten Jahren verpachtet, wird aber seit Sommer 2025 wieder von der Familie Stemberger selbst geführt.

## Aufstieg
- Vom Ort St. Veit in Defereggen ca. 2 Stunden Gehzeit
- Vom Parkplatz Oberholz ca. 1,5 Stunden Gehzeit.

Die Hütte ist über eine Fahrstraße mit dem Auto erreichbar. Die Straße ist im Sommer bei Mountainbikern beliebt und wird im Winter als Rodelweg genutzt.

## Touren
- Speikboden (2653 m): 2 Stunden
- Donnerstein  (2725 m): 2,5 Stunden
- Gritzer See (2504 m): 2 Stunden
- Lasörling (3098 m): 6 Stunden
- Kastal (2776 m): 3 Stunden
- Gritzer Hörndl (2631 m): 2 Stunden

## Übergang zu anderen Hütten
- Lasörlinghütte
- Zupalseehütte
- Wetterkreuzhütte
- Merschenalm
- Neue Reichenberger Hütte